# قاعدة علي السالم الجوية
قاعدة علي السالم الجوية  (ايكاو:OKAS) هي قاعدة جوية عسكرية كويتية تقع في شمال غرب الكويت  ، وهي على بعد حوالي 37 كم (23 ميلاً) من الحدود العراقية الكويتية، وحوالي 15 كم (9.3 ميلاً) غرب مدينة الجهراء ،  وقد تأسست في السبعينيات من القرن الماضي ، وتضم القاعدة عدة أسراب مقاتلة لسلاح الجو الكويتي وأفراد وطائرات سلاح الجو الملكي (RAF) وسلاح الجو الأمريكي (USAF) ومشاة البحرية الأمريكية (USMC) ، وكانت تضم القاعدة سلاح الجو الملكي (RAF) خلال عملية عملية ثعلب الصحراء وتيليك ، ومنذ توقف تلك العمليات ، عادت القاعدة إلى سيطرة الحكومة الكويتية ، كما تضم القاعدة جناح من سربين للابحث والإنقاذ التابع  للجناح الجوي الأمريكي الاستكشافي  (386 AEW).

## حرب الخليج
كانت قاعدة علي السالم الجوية آخر قاعدة جوية عسكرية إجتاحتها القوات المسلحة العراقية خلال الغزو العراقي للكويت  وبحلول شهر أغسطس 1990 ، أصبحت القاعدة الجوية الكويتية الوحيدة غير المحتلة من قبل الجيش العراقي وبقي فيها قائد القاعدة الفريق أول صابر السويدان وضباط الأركان وعدد قليل من الجنود النظاميين الكويتيين  ، للقتال وتنظيم مهام إعادة الإمداد من السعودية ، وبحلول نهاية اليوم ، كانت القاعدة قد إجتاحتها القوات العراقية ، وعند إكتشاف الجيش العراقي لاحد الضباط الكبار تم شنقه علي سارية علم القاعدة من قبل افراد القوات العراقي ، وقد إصطف العسكريون الكويتيون المتبقون خارج نادي الضباط الكويتي القديم تم اعدامهم عبر أُطلاق النار عليهم.

## عملية ثعلب الصحراء
عملت القوات الجوية الملكية البريطانية انطلاقًا من قاعدة علي السالم منذ أوائل عام 1998، قبيل عملية ثعلب الصحراء  مفرزة خاصة لسلاح الجو الملكي البريطاني من وحدات غير مُشكّلة وتالفت من سرب متناوب من طائرات تورنادو بانافيا من طراز GR1، ثم تورنادو GR4 ، وتوسّعت القاعدة بسرعة في أوائل عام 2003 لتكون مقرًا لقيادة المروحيات المشتركة قبل بدء عملية تيليك ، وهو الاسم البريطاني لعملية تحرير العراق التي أطلقتها الولايات المتحدة.
وخلال الحرب قام سلاح الجو الملكي البريطاني بدمج خمسة أسراب من طائرات تورنادو GR4 المتمركزة في قاعدة علي السالم الجوية لتشكيل جناح علي السالم الجوي القتالي، بقيادة قائد الجناح البريطاني ، وإنتقلت القوات الجوية الملكية البريطانية إلى قاعدة العديد الجوية في قطر بحلول عام 2004 ، على الرغم من بقاء بعض العناصر حتى عام 2008، وهي بمثابة قاعدة احتياطية وقاعدة طوارئ لعمليات القوات الجوية الملكية البريطانية.

## البنية التحتية والمرافق
تقع القاعدة علي ارض مطار حربي مخصص على ارتفاع 472 قدمًا (144 مترًا) فوق مستوى سطح البحر ، ويضم مدرجين من الأسفلت والخرسانة : 12R/30L بأبعاد 2989 × 45 مترًا (9806 أقدام × 148 قدمًا) و12L/30R بأبعاد 2989 × 40 مترًا (9806 أقدام × 131 قدمًا).

## توسعة عام 2018
ابتداءً من عام 2018 ، بدأت القوة الجوية الكويتية أعمال توسعة القاعدة لتشمل مدرجًا جديدًا من الأسفلت والخرسانة ، وحظائر طائرات جديدة واسعة لدعم تسليم طائرات يوروفايتر المستقبلية، والتي ستحل محل طائراتها المقاتلة الحالية من طراز F-18C ، وقد اكتملت توسعة القاعدة في النصف الثاني من عام 2020 ، وانتهى تسليم 28 طائرة يوروفايتر بعد فترة وجيزة.

## الدور والعمليات

### القوات الجوية الكويتية
تقع مدرسة تدريب الطيران التابعة للقوة الجوية الكويتية في قاعدة علي السالم الجوية ، كما تضم القاعدة أسراب طائرات الهليكوبتر الهجومية والمساندة التابعة للقوات الجوية.

## الوحدات المتمركزة
تحتوي الوحدات الجوية وغير الجوية البارزة المتمركزة في قاعدة علي السالم الجوية كالتالي : 

### القوات الجوية الكويتية
- سرب التدريب الثاني عشر - هوك مارك 64
- سرب التدريب التاسع عشر - توكانو مارك 52
- سرب الهجوم السابع عشر - أباتشي لونغبو AH-64D
- سرب الهجوم العشرون - أباتشي لونغبو AH-64D
- سرب المروحيات الثاني والثلاثون - SA 330L بوما
- سرب المروحيات الثالث والثلاثون - SA 342K غزال
- سرب الخدمات الثاني والستون - AS 332M سوبر بوما وAS532SC كوغار
- سرب التدريب الثامن والثمانون - SA-342K غزال
- وحدة التحويل العملياتي لطائرة تايفون - تايفون

### القوات الجوية الأمريكية
- قيادة القتال الجوي
- القوات الجوية التاسعة (القوات الجوية المركزية)
- جناح الاستطلاع الجوي 386
- مجموعة صيانة الاستطلاع 386
- المجموعة الطبية الاستطلاعية 386
- دعم المهام الاستطلاعية 386 المجموعة
- المجموعة الجوية الاستطلاعية 387
- المجموعة الجوية الاستطلاعية 407